# Guaranozetes nudus
Guaranozetes nudus är en kvalsterart som beskrevs av Balogh och Sandór Mahunka 1981. Guaranozetes nudus ingår i släktet Guaranozetes och familjen Ceratokalummidae. Inga underarter finns listade i Catalogue of Life.